# Витразия Фаустина
Вижте пояснителната страница за други личности с името Фаустина.
Витразия Фаустина (на латински: Vitrasia Faustina; † 182/183 г.) е римлянка от 2 век, роднина на императорите Траян, Марк Аврелий, Комод.

## Произход и смърт
Произлиза от фамилиите Ании и Витразии. Дъщеря е на Ания Фундания Фаустина и Тит Помпоний Прокул Витразий Полион (суфектконсул 151 г., консул 176 г.), който e 156 – 159 г. августовски легат на Долна Мизия. Майка ѝ е дъщеря на Фундания и Марк Аний Либон (консул 128 г.) и братовчедка на Марк Аврелий. По майчина линия е правнучка на Марк Аний Вер и Рупилия Фаустина, която е дъщеря на Салонина Матидия (племенница на император Траян). По бащина линия е внучка на Тит Витразий Полион (консул 137 г.). Сестра е на Тит Фунданий Витразий Полион, който е екзекутиран през 182 г.
Тя вероятно поръчва убийството на втория си братовчед по майчина линия Комод (упр. 180 – 192) през 181 или 182 г. и е екзекутирана по негово нареждане през 182 или 183 г.